# Kawina (muziekstijl)
Kawina, ook wel kawna of kauna, is een muziekstijl uit Suriname die in de laatste decennia van de 19e eeuw is ontstaan. Het is ontstaan onder invloed van de muziek- en dansvormen banja, laku en tuka en verwant aan Afrikaanse muziek.

## Ontwikkeling

### Herkomst
De herkomst van de naam houdt verband met de rivier Commewijne en het gelijknamige district, die in beide gevallen kauna worden genoemd. Over de oorsprong bestaan meerdere theorieën. Volgens de ene werd kawina aan de Boven-Commewijne door marrons ontwikkeld onder invloed van inheemsen. Volgens een tweede zou het gaan om mabu-poku en later hernoemd zijn naar een getalenteerde zanger in het district Commewijne. Volgens een derde theorie zou deze muziekstijl zijn ontstaan onder goudzoekers en rubbertappers in het regenwoud.

### Dominantie en teruggang
Kawina was tot aan het begin van de 20e eeuw de dominante Afro-Surinaamse muziekstijl. Voor de overgang in populariteit naar kaseko, was vooral Fransje Gomes van belang, doordat zij het overwicht verlegde naar vollere blaasmuziek en elektrische gitaars.

### Terugkeer
Big Jones was een van de artiesten die kawina in de jaren 1960 levend hielden. Samen met Johan Zebeda legde hij voor het eerst in de geschiedenis kawina vast op de plaat. Zebeda kreeg daarbij steun van radiomaker en producer Werner Duttenhofer die ervoor zorgde dat zijn muziek airplay kreeg, terwijl kawina bij andere radiostations nog een ondergeschoven kindje was. Een andere musicus met kawina en ook banja op het repertoire, was Pa Monti. Hij speelde veertig jaar lang in Overtoom Kriyoro en richtte in 1981 Monti Kriyoro op, waarmee hij ook een eigen stijl ontwikkelde. Een artiest die zijn liedjes in kaseko, winti en ook kawina schreef, was René Waal van de toneelgroep De Vrolijke Jeugd. Waal trad met De Vrolijke Jeugd in Suriname op van 1940 tot 1973 en vertrok daarna met de groep naar Nederland.

### Podia
Aan het begin van de jaren 1980 had kawina een grote aantrekkingskracht op Patrick Tevreden die met zijn vriendjes oefende door met stokken op zoutvleesemmers te slaan. Zebeda vormde hierbij een van zijn helden, en in 1987 toerde hij met NAKS en Zebeda door Frans-Guyana, Zuid-Frankrijk en Nederland. Bij terugkeer richtte hij dat jaar met Marcel Morman Sukru Sani op. Met hulp van Guno Ravenberg van Radio KBC hadden ze vrijwel meteen succes. De groep bracht bij elkaar 132 nummers voort. Tijdens de hoogtijjaren werden meer dan twintig optredens per maand gegeven, waardoor de kawinamuziek terug was gekomen op de poppodia. De band bleef tot in 1993 bestaan.
Vrij snel na zijn vertrek, kwam Sisa Agi op, die vanaf 1994 bekend werd als zangeres van de kawinagroep Ai Sa Si met hits als Ba pinda, Faluma en Teke doi.
Met het vertrek van Surinaamse musici naar Nederland, deed kawina (en kaskawi) ook haar intrede in Nederland, met bands als OG Explosion, La Rouge, La Caz en Spiet Faja.

## Kenmerken
In het algemeen is kawina bedoeld als ontspanningsmuziek en verschilt ze daardoor niet van andere West-Afrikaanse ontspanningsmuziek. Andere overeenkomsten zijn de clave die wordt gedrumd op een Kwakwabangi, een overvloed aan beeldspraak en songteksten die gaan over de relatie tussen man en vrouw. De muziek kent een vierkwartsmaat, waarbij de vierde tel nadrukkelijk wordt aangeslagen op een conga of timbaal.
In kawina is het gebruik van de viersnarige cuatro minder gebruikelijk geworden en zijn het gebruik van de Kwakwabangi en poedja juist vaste onderdelen geworden. Soms worden ook de conga, een ijzeren bel, ijzeren schudinstrumenten en in Paramaribo soms ook de skratjie toegevoegd. Verschillende trommels zijn altijd al een onderdeel geweest, op het gebruik van de apintiedrum na vanwege het sacrale karakter. Vergelijkbaar met vrijwel alle stijlen die uit de Afrikaanse muziek zijn voortgekomen, gaat het bij de zang om het vraag-en-antwoord-spel: een voorzanger geeft de aanzet en het koor herhaalt dit of antwoordt hierop. Op kawina wordt meestal in een cirkel tegen de wijzers van de klok in gedanst.

## Substijlen
Van oudsher zijn er twee substijlen: prisir-kawina en winti-kawina:
- Prisir-kawina (prisir betekent aangenaam/plezierig):
De prisir-kawina is bedoeld als ontspanningsmuziek en is niet religieus van aard. Het wordt gespeeld op twee kawina-drons, een sakka en een cuatro (of reson). Hiervan ontwikkelden zich verspreid over Suriname diverse eigen stijlen. Ter plekke werden vaak nieuwe liedjes bedacht om bepaalde gebeurtenissen vast te leggen. Ook werd er in de muziek- en dansvormen banja, tuka en laku gezongen in het ritme van kawina.
- Winti-kawina (winti is een Afro-Surinaamse religie):
De winti-kawina heeft een religieuze betekenis en wordt sneller gespeeld, om met de verschillende winti's te kunnen communiceren. Hiervoor moeten op een solo-trommel meer variaties worden gemaakt. De muziek stond aanvankelijk in een 12/8-maat en werd later omgezet  naar een 4/4-maat.[1]

## Invloed op andere stijlen
Van het ritme van bigi-poku wordt aangenomen dat het (indirect) is voortgekomen uit kawina.
Daarnaast zouden kawina en kaseko samen aan de wieg liggen van kaskawi. Volgens een andere definitie zou kaskawi zuivere kawinamuziek zijn, waarbij trommels ingeruild zijn voor een drumstel.
Jeangu Macrooy mengde soul met kawina in het nummer Birth of a new age, wat zijn inzending is voor het Eurovisiesongfestival van 2021.
Shakira heeft het Kawinaritme verwerkt in haar nummer Hips don't lie

## Zie ook

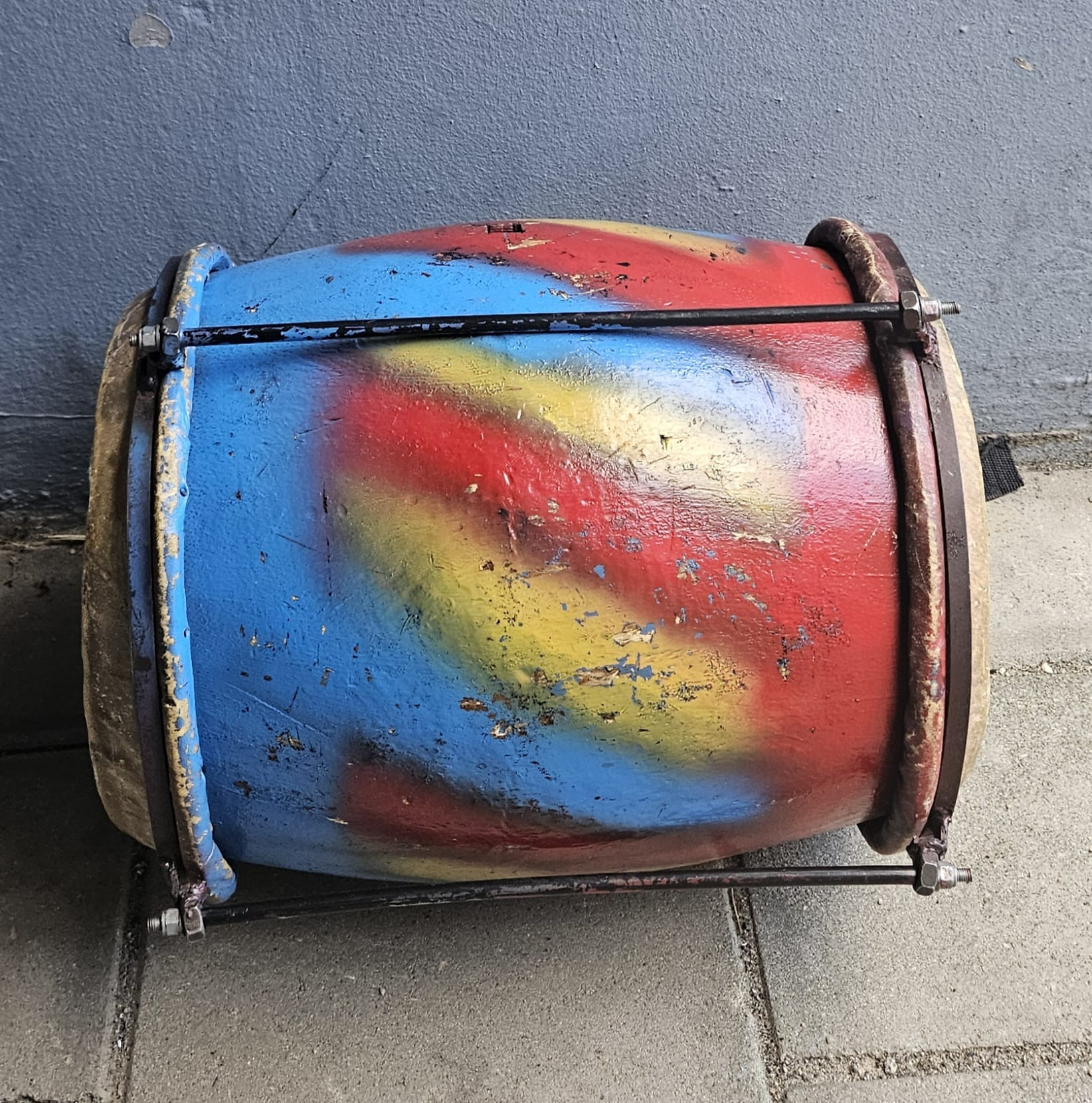
Een hari kawini